# جول بورديه
جول جان باتيست فنسان بورديه (بالفرنسية: Jules Bordet أو Jules Jean Baptiste Vincent Bordet) ولد في 13 يونيو 1870 وتوفي في 6 أبريل 1961، كان عالم أحياء دقيقة ومناعة بلجيكي، تنسب إليه البكتريا المسماة بالبورديتيللا. حصل على جائزة نوبل في الطب لعام 1919، «لاكتشافاته المتعلقة بنظام المناعة».
ولد بورديه في سواني ببلجيكا، وحصل على درجته الطبية الأولى سنة 1892 من جامعة بروكسل الحرة، ومن ثم انتقل للعمل في معهد باستور بباريس سنة 1894، وهناك عمل في مختبر إيليا ميتشنيكوف، حيث نجح في اكتشاف عملية البلعمة التي تقوم بها خلايا الدم البيضاء في مواجهة البكتيريا. وفي سنة 1898 قام بوصف التحلل الذي يحدث عند تعريض مصل الدم لخلايا دموية غريبة.
في سنة 1900 غادر بورديه باريس ليؤسس معهد باستور في بروكسل، وهناك اكتشف أن الأثر الذي يحدثه جسم مضاد مكتسب في تحلل البكتيريا يمكن تحفيزه إذا وجد مكون طبيعي من مكونات مصل الدم (أطلق عليه بورديه اسم الألكسين (alexine)، ولكنه يسمى الآن بالمتممة). وفي سنة 1906 نجح بورديه ـ بالاشتراك مع أوكتاف جانغو في عزل بكتيريا البورديتيللا المسؤولة عن إحداث مرض السعال الديكي في مزرعة بكتيرية، وأعلن أنها هي التي تحدث ذلك المرض.
وفي سنة 1907 أصبح بورديه أستاذاً لعلم الأحياء الدقيقة بجامعة بروكسل الحرة، ثم انتخب سنة 1916 زميلاً للجمعية الملكية، وقام بإلقاء المحاضرة الكرونية بها سنة 1930.

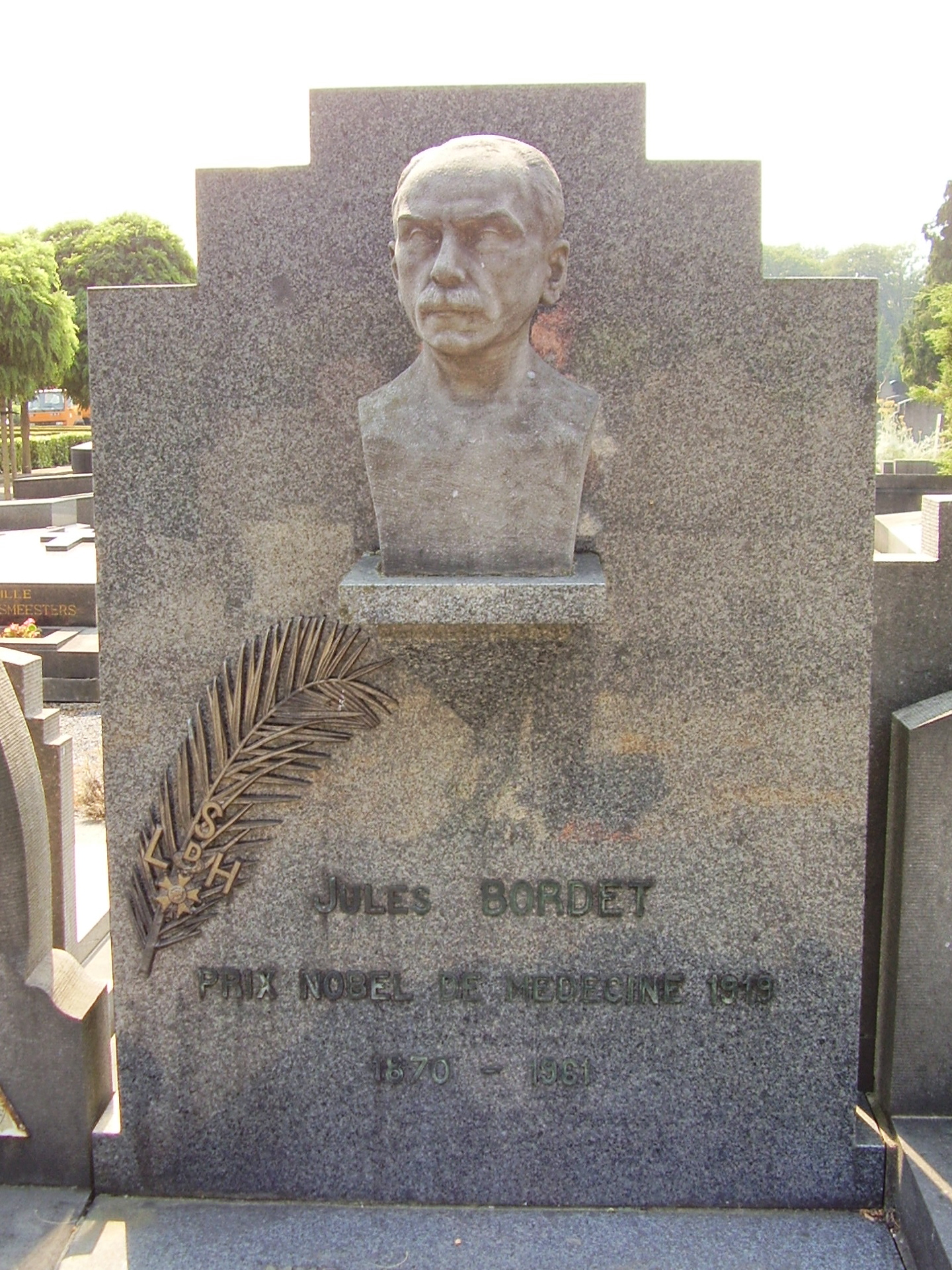
قبر جول بورديت في مقبرة إيكسيليس

وفي سنة 1919 توجت جهود بورديه البحثية بحصوله على جائزة نوبل في الطب تقديراً لاكتشافاته في مجال علم المناعة.

## وفاته
توفي بوردية سنة 1961، عن عمر جاوز التسعين، ودفن في مقبرة إكسل التي تقع بإحدى ضواحي العاصمة البلجيكية بروكسل، ويقال إن بورديه كان ماسونياً.

## روابط خارجية
- جول بورديه على موقع الموسوعة البريطانية (الإنجليزية)
- جول بورديه على موقع مونزينجر (الألمانية)
- جول بورديه على موقع إن إن دي بي (الإنجليزية)